# Dragana Marinković
Dragana Marinković (Pula, 19. listopada 1982.), odbojkašica koja se natjecala za hrvatsku i srpsku nacionalnu reprezentaciju tijekom 2000-ih. Visoka je 197 cm. Za Hrvatsku je igrala od 2001., a za Srbiju igra od 2010. godine (podrijetlom je Srpkinja).
Marinković je nekoliko sezona igrala u talijanskoj Serie A. U sezoni 2009./2010. prešla je u Pesaro.

## Vanjske poveznice
- Statistika